# Abagrotis cupida
Abagrotis cupida (tên tiếng Anh: Brown Climbing Cutworm) là một loài bướm đêm thuộc họ Noctuidae. Nó được tìm thấy ở miền nam Canada và ở Hoa Kỳ phía dãy núi đông của Rocky (ngoại trừ khu vực sâu về phía nam).
Sải cánh dài 33–35 mm. Con trưởng thành bay vào cuối hè làm một đợt. Ở Alberta, chúng bay từ tháng 8 đến tháng 9.
Thức ăn của chúng gồm các cây liễu, táo, nho và đào.